# Гусеничний рушій

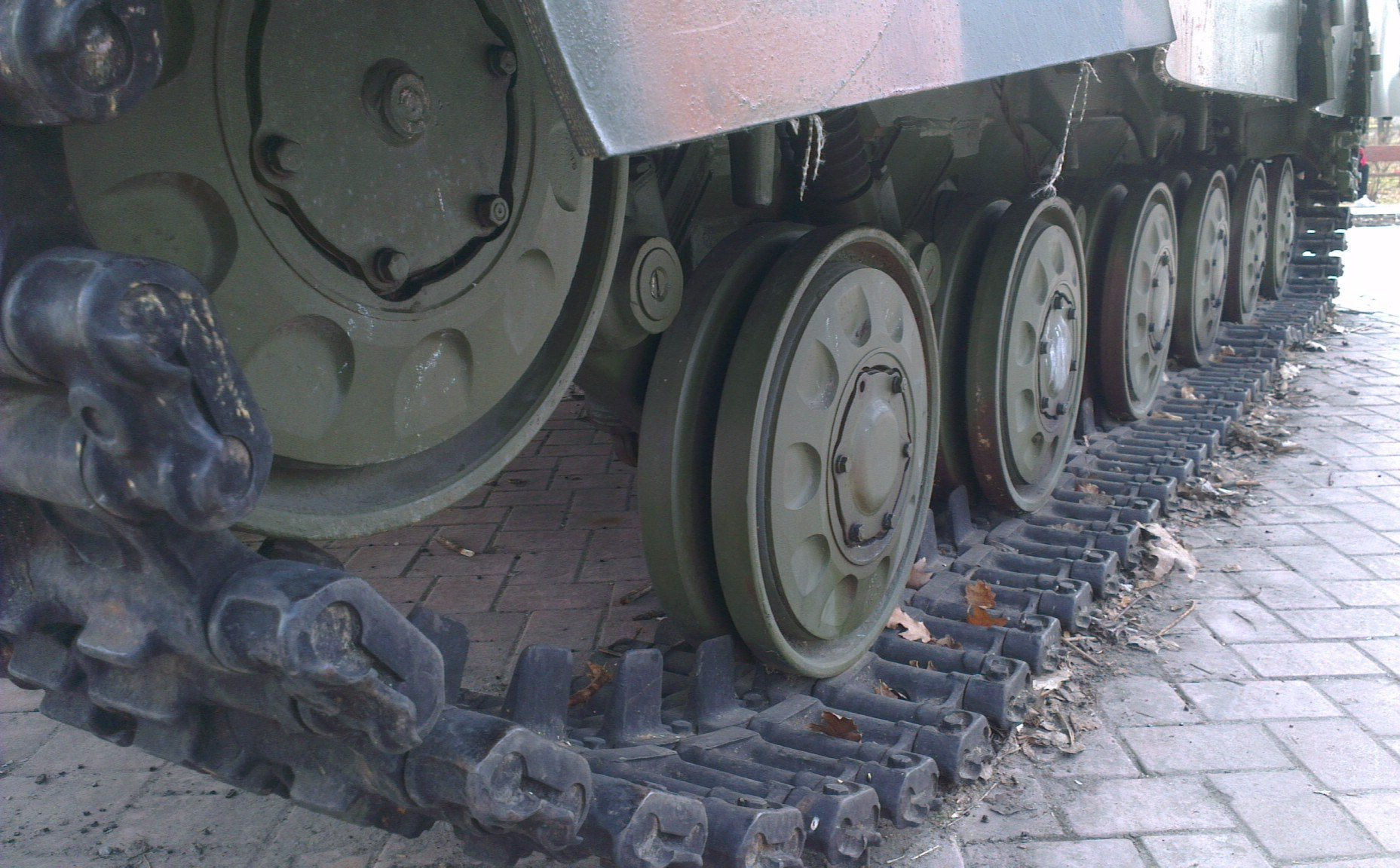
Гусеничний рушій танка Т-64

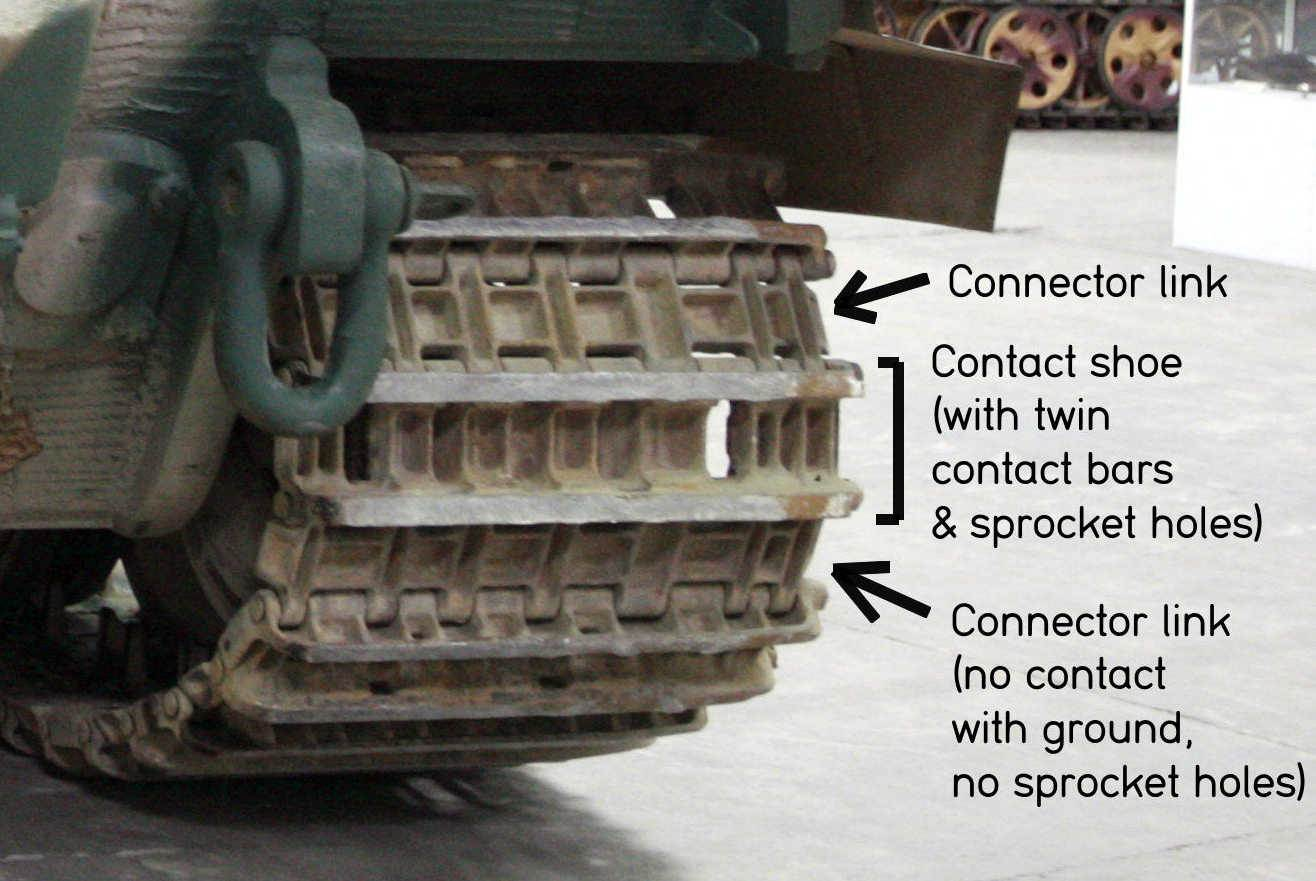

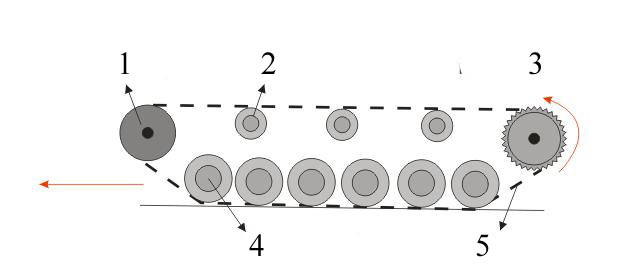
Принципова схема гусеничного рушія:
1. Лінивець (напрямне колесо)
2. Підтримувальний коток
3. Тягове колесо
4. Опорний коток
5. Гусениця

Гу́сеничний (плазуно́вий) рушій — рушій самохідних машин, в якому тягове зусилля створюється за рахунок перемотування гусеничних стрічок. Гусеничний рушій забезпечує підвищену прохідність. Велика площа дотику гусениць з ґрунтом дозволяє забезпечити низький середній тиск на ґрунт — 11,8-118 кН/м² (0,12-1,2 кгс/см²), тобто менше тиску ноги людини. Тим самим досить відчутно зменшується занурення гусеничного рушія в ґрунт.

## Історія

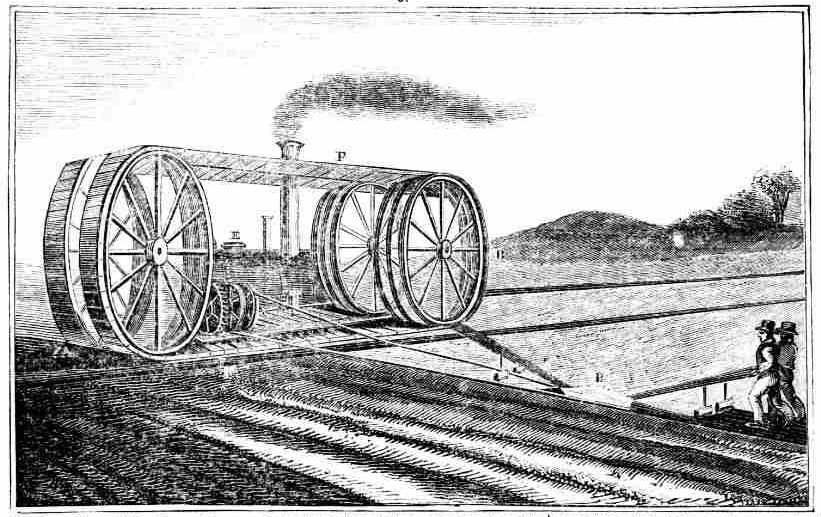
Паровий плуг Хівкота представлений у 1837

Винахідником гусеничного рушія вважається Річард Еджуорт (1770).
Британський інженер Джордж Кейлі запатентував 1825 гусеничний хід (англ. universal railway).
Польський математик і винахідник Юзеф Вронський в 1830-х спроєктував гусеничний транспортний засіб, щоб конкурувати зі залізницею.
12 березня 1837 штабс-капітан російської армії Дмитро Андрійович Загряжський подав у Міністерство фінансів клопотання про видачу йому патенту на екіпаж з плосколанковою металевою гусеницею. У протоколі комісії, що розглядала пропозицію винахідника, говориться: «з наданих Загряжським опису та креслеників цього винаходу видно, що біля кожного звичайного колеса, на яких котиться екіпаж, обводиться залізний ланцюг, що натягається шестикутними колесами, які перебувають попереду звичайного. Боки шестикутних коліс дорівнюють ланкам ланцюга, ланцюги оці замінюють певною мірою залізницю, надаючи колесу завжди гладку і тверду поверхню». У жовтні 1837 року патент був виданий. Промисловці не зацікавилися і не оцінили переваг гусеничного ходу, а Д. А. Загряжський, не маючи коштів, не зміг реалізувати свій винахід, і в 1839 році патент був анульований.
1901 Елвін Ломбард створив паровий лісовоз, перший комерційно вдалий транспортний засіб на гусеничному рушієві. 23 липня 1904 був запатентований схожий транспортний засіб.

## Будова гусеничного рушія
- Тягове колесо
- Гусениці
- Опорні котки
- Підтримувальні котки

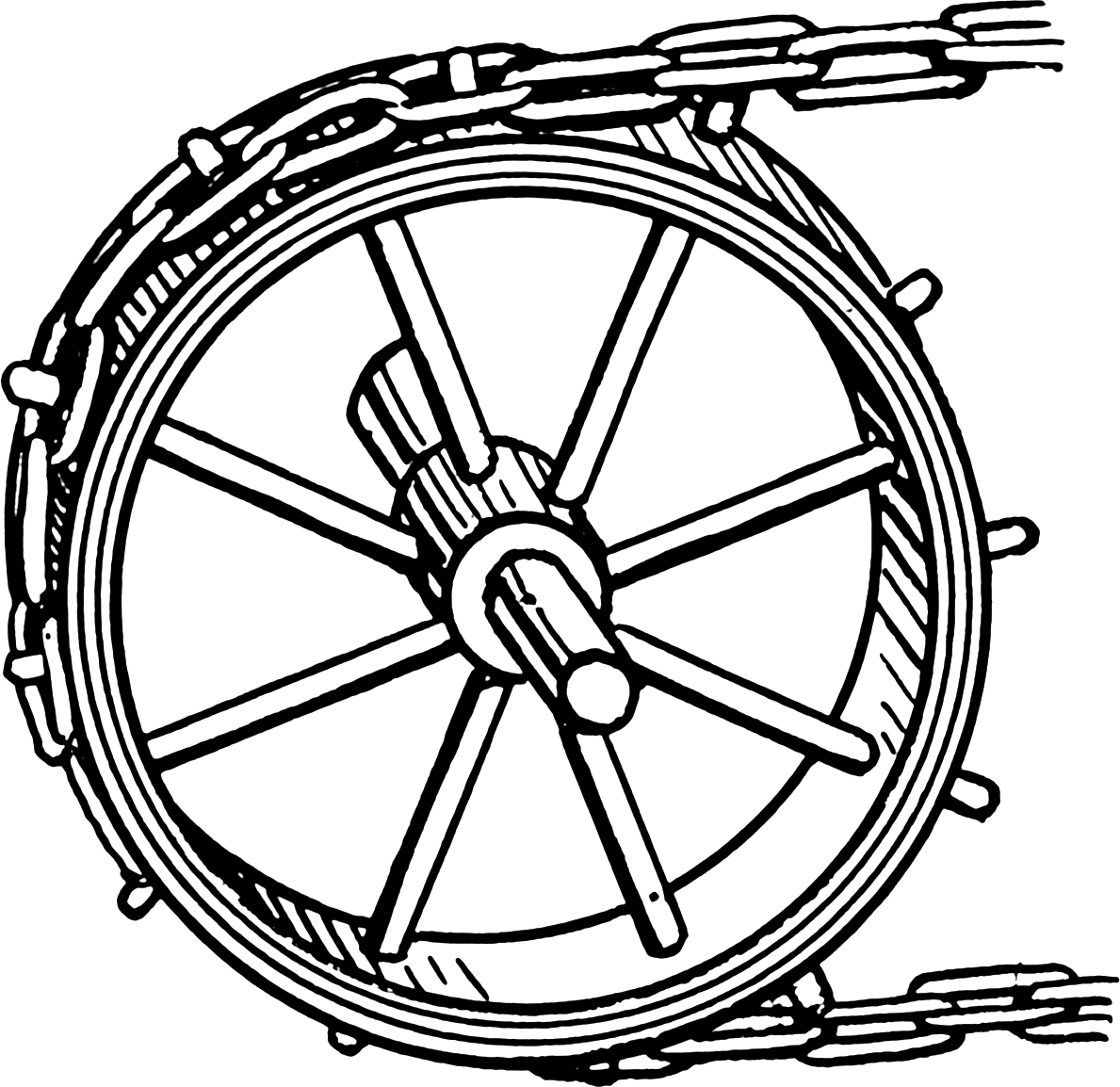
Тягове колесо

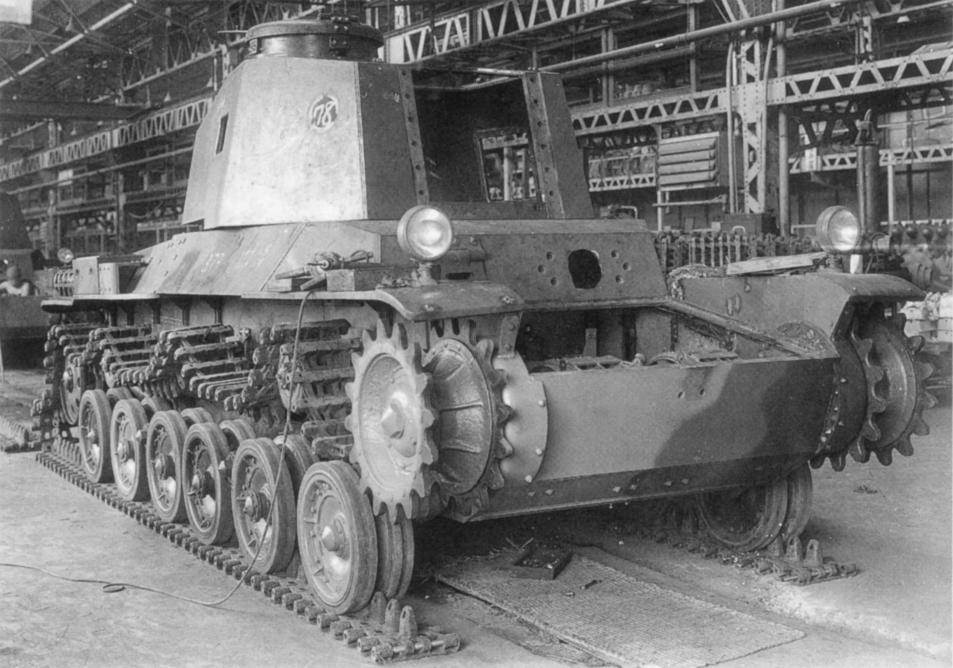
Частково зібраний японський танк Чі-Ну

- Напрямне колесо (лінивець) з механізмом натягу
- Компенсуючі пристрої

## Типи гусеничного рушія
- З підтримувальними котками, заднім тяговим колесом і вільними лінивцями.
- Без підтримувальних котків із заднім розташуванням тягових коліс.
- З підтримувальними котками, передніми тяговим колесом і несучим лінивцем.
- Без підтримувальних котків з переднім тяговим колесом.

## Недоліки гусеничного рушія
- Швидкий знос тертьових деталей (вушка, пальці)
- Поломки траків при нерівномірному навантаженні
- Потрапляння снігу і каменів між гусеницями і котками